# Ulla Horký
Ulla Horký (geb. Heuel, * 5. März 1950 in Olpe) ist eine deutsche Multimedia-Künstlerin.

## Leben und Wirken
Ulla Horký studierte von 1967 bis 1972 Bildende Kunst an den Kölner Werkschulen (Fachhochschule für Kunst und Design) und wurde 1975 Meisterschülerin bei dem Maler Karl Marx.
Sie vereinigte schon früh die „klassischen“ Disziplinen Malerei, Plastik, Grafik und Fotografik zu neuen Kombinationen und Installationen. In den 1980er-Jahren wurde sie bekannt durch ihre dreidimensionalen „Körperabformungen“ und „Mumien“-Plastiken und durch ihre übergroßformatige Malerei. In den folgenden Jahren begab sie sich auf eine „Spurensuche“ und reduzierte ihre künstlerischen Aussagen mehr auf Zeichen und Formen.
Ulla Horký war mit dem Künstler Dieter Horký verheiratet. Sie lebt und arbeitet in Köln und Italien. In den 1990er Jahren führte sie eine Lebensgemeinschaft mit dem verstorbenen Düsseldorfer Künstler Norbert Tadeusz in einem gemeinsamen Atelierhaus bei Castel Fiorentino (Toscana).

## Ausstellungen
- 1982: Körperhüllen – Lesefahnen, Hahnentorburg, Köln, mit Maf Räderscheidt[1]
- 1986: Die Frau in der Geschichte Kölns, Kulturzentrum Rhiannon, unter anderem mit Maf Räderscheidt, Ursula Groten[2]
- 1991: Hortus Conclusus II, Kunst Station Sankt Peter, Köln, mit Brigitte Burgmer, Deva Wolfram
- 1996: Große Stille, Kunstforum St. Clemens[3]
- 1997: Künstlerinnengruppe R.U.D.E.R., Kölnisches Stadtmuseum, mit Rosy Beyelschmidt, Dorrit Nebe, Eva Kuhl, Renate Paulsen[4]
- 1998: Die blaue Stunde II, IHK-Galerie Siegen[5]
- 2001: Retrospektive „Ulla Horký, Arbeiten aus 30 Jahren“, Kölnisches Stadtmuseum, mit Bildern, Plastiken und Installationen
- 2006: Kunst und Technik im Kontext, Rathaus Wenden[6]
- 2007: Eine ägyptische Reise, Galerie Dagmar Peveling, Köln, mit Franziska Becker
- 2007: Malerei, Plastik, Installation, Fotografie, Ubierring 26–28, Köln[7]
- 2010: Sal Y Sucre. Bolivianische Reise, Stapelhaus, Köln, mit Franziska Becker

Arbeiten von Ulla Horký waren auch in der Simultanhalle – Raum für zeitgenössische Kunst zu sehen.